# ریانون (ترانه)
«ریانون» (به انگلیسی: Rhiannon) تک‌آهنگی از فلیتوود مک است که در ۴ فوریه ۱۹۷۶ توسط رپریز رکوردز برای دهمین آلبوم استودیویی آن‌ها، فلیتوود مک منتشر شد. ترانه توسط خواننده-ترانه‌سرای آمریکایی استیوی نیکس نوشته شده‌است.